# Maladera kazirangae
Maladera kazirangae är en skalbaggsart som beskrevs av Ahrens 2004. Maladera kazirangae ingår i släktet Maladera och familjen Melolonthidae. Inga underarter finns listade i Catalogue of Life.